# Fear of a Black Planet
Fear of a Black Planet är den Amerikanska hiphop-gruppen Public Enemys tredje Studioalbum, utgiven av Def Jam Recordings 1990.

## Låtlista
1. "Contract on the World Love Jam"
2. "Brothers Gonna Work it Out"
3. "911 is a Joke"
4. "Incident at 66.6 FM"
5. "Welcome to the Terrordome"
6. "Meet the G that Killed Me"
7. "Pollywanacraka"
8. "Anti-Nigger Machine"
9. "Burn Hollywood Burn"
10. "Power to the People"
11. "Who Stole the Soul?"
12. "Fear of a Black Planet"
13. "Revolutionary Generation"
14. "Can't Do Nuttin' for Ya Man"
15. "Reggie Jax"
16. "Leave This Off Your Fu*kin Charts"
17. "B Side Wins Again"
18. "War at 33 1/3"
19. "Final Count of the Collision Between Us and the Damned"
20. "Fight the Power"